# 火天の城
『火天の城』（かてんのしろ）は、山本兼一による日本の小説、およびこれを原作とした日本映画である。第11回（2004年）松本清張賞受賞作、第132回直木三十五賞候補。

## あらすじ
1576年（天正4年）、尾張熱田の宮大工、岡部又右衛門は織田信長から、近江安土（現・近江八幡市安土町）に五重の天守閣を持つ城の設計・建築を命ぜられた。「天高くそびえ立つ、天下一の城を作れ」-。この物語は、立ちはだかる難問を岡部と周囲の人物たちの知恵と協力によって克服し、「安土城」として完成させるまでを描いたものである。

## 書籍情報
- 文藝春秋 2004年6月発売 ISBN 978-4-16-323210-2
- 文春文庫 2007年6月発売 ISBN 978-4-16-773501-2

## 映画
東映の配給により、2009年9月12日に全国公開された。DVDは2010年2月21日発売。
映画公開に併せ、コーエーの歴史シミュレーションゲーム『信長の野望・天道』とタイアップし、岡部又右衛門の武将データが配信された。

### 登場人物・キャスト
岡部又右衛門 - 西田敏行
尾張国で代々「宮大工」として数々の建築に携わった岡部家の棟梁。
岡部田鶴 - 大竹しのぶ
又右衛門の妻。
岡部凛 - 福田沙紀
又右衛門の娘。
戸波清兵衛 - 夏八木勲
穴太の石工頭で、又右衛門の親友。
池上五郎右衛門 - 石橋蓮司
京の大工。岡部のライバル的存在。
中井孫太夫 - 内田朝陽
奈良の宮大工。法隆寺大工棟梁筆頭でもある。
織田信長 - 椎名桔平
岡部に安土城築城を命じるが、その内容は破格であった。
丹羽長秀 - 西岡徳馬
総普請奉行として安土城築城に携わる。
木村次郎左衛門 - 渡辺いっけい
中川左内 - 田口浩正
羽柴秀吉 - 河本準一
木曾義昌 - 笹野高史
大庄屋陣兵衛 - 緒形直人
義昌配下の杣人（木こり）の長。
弥吉 - 上田耕一
又右衛門の右腕として活躍する老大工。
平次 - 寺島進
岡部一門の若頭。
市造 - 石田卓也
熊蔵 - 山本太郎
留吉 - 前田健
堺の豪商 - 遠藤章造
太助 - 裵ジョンミョン
ふき - 熊谷真実
うね - 水野美紀
杣人陣兵衛の側近 -福本清三

### スタッフ
- 監督：田中光敏
- 脚本：横田与志
- 主題歌：中孝介「空が空」
- 音楽：岩代太郎
  - MIDIプログラミング：深澤秀行
- 撮影監督：浜田毅
- 撮影：朝倉義人
- 美術：吉田孝
- 照明：安藤清人
- 録音：小野寺修
- 編集：穂垣順之助
- 助監督：中川裕介、六車雅宜、山村幸司
- 技斗：清家三彦
- 題字：武田双雲
- 選曲：浅梨なおこ
- 音響効果：小島彩
- VFX：白組
- 3DCG：ダイナモピクチャーズ、テトラ、ファンタジスタ
- コンポジット：ビジョンユニバース
- マットペイント：金魚事務所
- 天守閣建築考証：木岡敬雄
- 大工道具考証：竹中大工道具館
- 聖歌指導協力：みやこ・キッズ・ハーモニー
- 抱え大筒協力：秋月郷土館（現：朝倉市秋月博物館）、秋月藩砲術 林流抱え大筒保存会
- 現像：東映ラボ・テック
- プロデューサー：進藤淳一、藤田重樹
- ゼネラルプロデューサー：河端勲
- 製作総指揮：河端進
- 制作協力：東映京都撮影所
- 制作プロダクション：フィルムフェイス
- 製作委員会メンバー：イオン化粧品、読売連合広告社、東映シーエム、フィルムフェイス

### ロケ地
- 兵庫県淡路市
- 京都市・下鴨神社
- 滋賀県安曇川町
- 長野県木曽郡上松町・赤沢自然休養林
- 台湾・棲蘭山檜木林

## 漫画
映画の公開に合わせて、深谷陽作画による漫画版が『コミック乱ツインズ』（リイド社）に連載された。未単行本化。